# Куп пет нација 1976.
Куп пет нација 1976. (службени назив: 1976 Five Nations Championship) је било 82. издање овог најелитнијег репрезентативног рагби такмичења Старог континента. а 47. издање Купа пет нација.
Гренд слем је освојио национални тим Велса.

## Учесници
Напомена:
Северна Ирска и Република Ирска наступају заједно.
|   | Селекција                      | Стадион                             | Селектор    |
| - | ------------------------------ | ----------------------------------- | ----------- |
| 1 | Рагби репрезентација Француске | Парк принчева, Париз (48 718)       | Жак Фури    |
| 2 | Рагби репрезентација Енглеске  | Стадион Твикенам, Лондон (82 000)   | Мајк Дејвис |
| 3 | Рагби репрезентација Шкотске   | Стадион Марифилд, Единбург (67 144) | Дерик Грант |
| 4 | Рагби репрезентација Велса     | Кардиф армс парк, Кардиф (65 000)   | Џон Дејвис  |
| 5 | Рагби репрезентација Ирске     | Ленсдаун роуд, Даблин (48 000)      | Роли Мејтс  |

## Такмичење
Шкотска - Француска 6-13
Енглеска - Велс 9-21
Француска - Ирска 26-3
Велс - Шкотска 28-6
Ирска - Велс 9-34
Шкотска - Енглеска 22-12
Велс - Француска 19-13
Енглеска - Ирска 12-13
Француска - Енглеска 30-9
Ирска - Шкотска 6-15

## Табела
|   | Селекција                      | ИГ | Д | Н | И | ПД  | ПП | ПР  | Б |  |
| - | ------------------------------ | -- | - | - | - | --- | -- | --- | - |  |
| 1 | Рагби репрезентација Велса     | 4  | 4 | 0 | 0 | 102 | 37 | +65 | 8 |  |
| 2 | Рагби репрезентација Француске | 4  | 3 | 0 | 1 | 82  | 37 | +45 | 6 |  |
| 3 | Рагби репрезентација Шкотске   | 4  | 2 | 0 | 2 | 49  | 59 | -10 | 4 |  |
| 4 | Рагби репрезентација Ирске     | 4  | 1 | 0 | 3 | 31  | 87 | -56 | 2 |  |
| 5 | Рагби репрезентација Енглеске  | 4  | 0 | 0 | 4 | 42  | 86 | -44 | 0 |  |